# Dystych
Dystych (gr. dístichon), także dwuwiersz – strofa dwuwersowa, o rymach parzystych (aa bb). Najmniejsza istniejąca strofa poetycka. Oba wersy dystychu charakteryzują się zazwyczaj znacznym podobieństwem pod względem składni i treści. 
W literaturze polskiej dwuwiersz jest rzadko spotykany jako element utworu stroficznego; częściej pojawia się w formach samodzielnych, zwłaszcza we fraszkach i epigramatach.
Wiele dystychów zawierają Zdania i uwagi Adama Mickiewicza. Za pomocą dwuwierszy Bolesław Leśmian zapisywał swoje ballady:
To nie konie tak cwałują i uszami strzygą,
Jeno tańczą dwaj opoje – Świdryga z Midrygą.
A nie stęka tak stodoła pod cepów bijakiem,
Jak ta łąka, źgana stopą srożej, niż kułakiem!
Bolesław Leśmian, Świdryga i Midryga